# Vereda de los Estudiantes

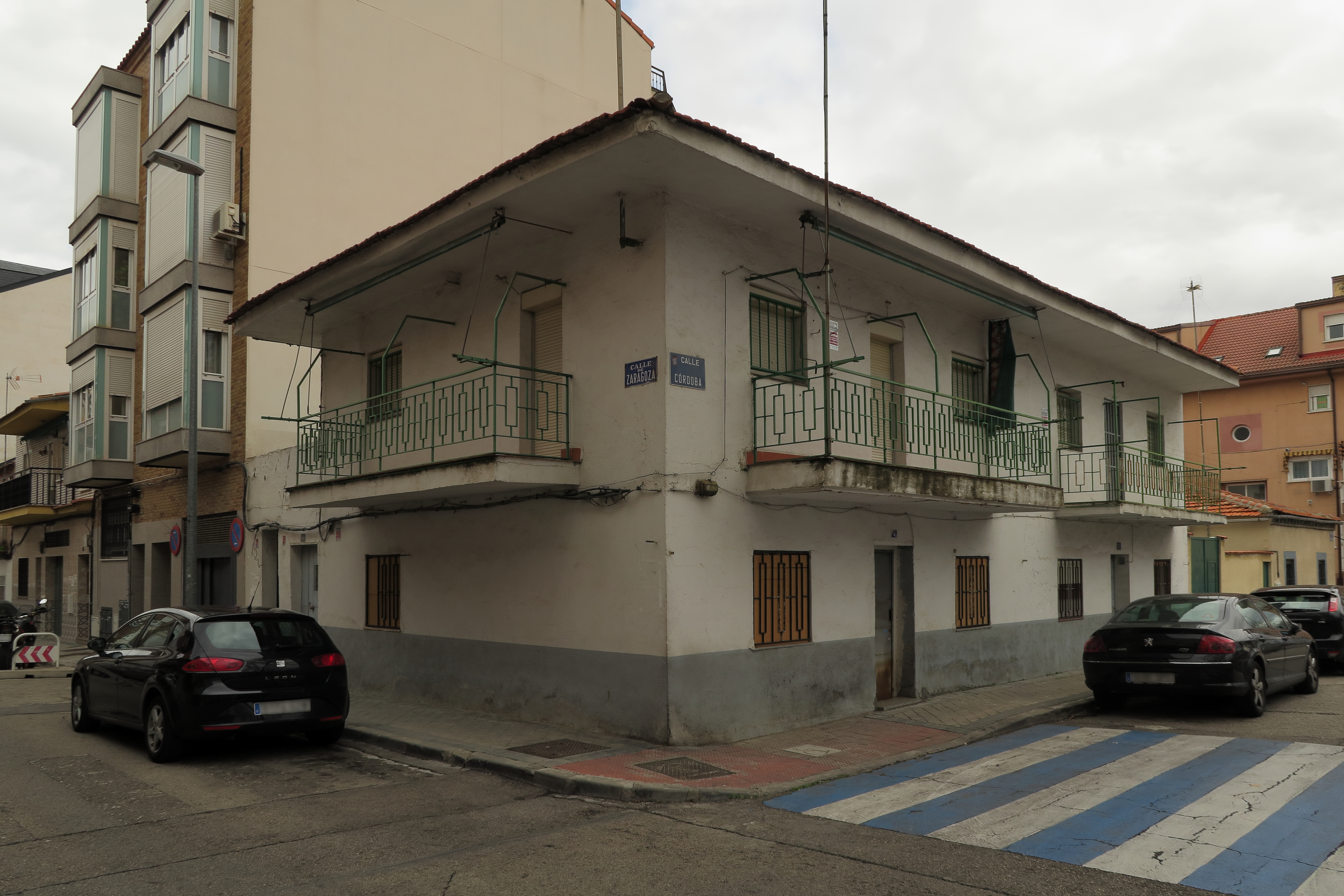
Vereda de los Estudiantes, casa de los años 60

Vereda de los Estudiantes o barrio del Candil es un barrio situado al sur de Leganés (Madrid, España), en el entorno de la autovía Leganés-Getafe (M-406), frente al polígono industrial Nuestra Señora de Butarque. Las primeras casas se construyeron a finales de los años 1950 debido a la intensa inmigración de la población rural (especialmente extremeña y andaluza) a las grandes ciudades. El núcleo originario del barrio del Candil estaba compuesto por casas bajas aunque recientemente se está rehabilitando el barrio construyéndose nuevos bloques en un ensanche a lo largo de la M-406 que llegará hasta el límite con el término municipal de Getafe. 
Este barrio se le llama popularmente barrio del Candil porque en sus inicios no había alumbrado público ni privado; de ahí que se tuvieran que alumbrar con candiles. Su nombre real es Vereda de los Estudiantes, y tiene esta denominación porque los estudiantes de Leganés que iban a estudiar a Getafe lo hacían andado por la vereda en la que hoy se sitúa el barrio.
En junio de 1980 Teresa de Calcuta y un grupo de cuatro misioneras de la caridad visitaron España, y estuvieron en el barrio del Candil para abrir una casa para acoger a pobres. Paquita Gallego. una mujer de Leganés inspirada en la obra de Teresa de Calcuta, daba de comer a personas sin recursos en un pequeño local de la calle de Santa Teresa. Asimismo, en Leganés, fue la persona que les ayudó a buscar casa en este barrio. El diario Ya inmortalizó el momento en que la Madre Teresa visitó Leganés.

## Límites
| Noroeste: CEMU              | Norte: Las Dehesillas | Noreste: Recinto Ferial                      |
| Oeste: Ciudad del Automóvil |                       | Este: Polígono de Nuestra Señora de Butarque |
| Suroeste: Getafe            | Sur: Getafe           | Sureste: Getafe                              |